# Gates Mills

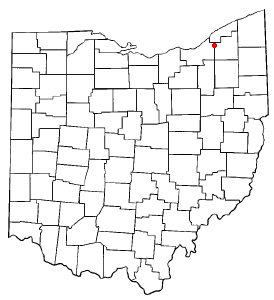
Gates Mills na planie stanu Ohio

Gates Mills – wieś w USA, w stanie Ohio, w hrabstwie Cuyahoga. Miejscowość powstała w roku 1826. Aktualnie (2014) burmistrzem jest Shawn M. Riley.
Liczba mieszkańców w 2010 roku wynosiła 2270, a w roku 2012 wynosiła 2259.
Z Gates Mills pochodzi Lauren Davis, amerykańska tenisistka.